# Посёлок дома отдыха МПС «Берёзка»
Посёлок до́ма отдыха МПС «Берёзка» — посёлок в Одинцовском районе Московской области, входит в городское поселение Одинцово.

## Расположение
Посёлок расположен на Будёновском шоссе к северу от деревень Измалково и Переделки, в трёх километрах к востоку от станции Одинцово.

## История
До 2005 года посёлок входил в Мамоновский сельский округ, во время муниципальной реформы был включён в состав городского поселения Одинцово.

## Население
| 2002 | 2006 | 2010 |
| ---- | ---- | ---- |
| 0    | ↗1   | ↘0   |